# Liste der Nummer-eins-Hits in den USA (2000)
Dies ist eine Liste der Nummer-eins-Hits in den von Billboard ermittelten Charts in den USA (Hot 100) im Jahr 2000. In diesem Jahr gab es achtzehn Nummer-eins-Singles und zwanzig Nummer-eins-Alben.

## Singles
| ← 1999 ← | Liste der Nummer-eins-Hits in den USA | Liste der Nummer-eins-Hits in den USA | Liste der Nummer-eins-Hits in den USA | 2001 →                    |
| \| Zeitraum \| Wo. ges. \| Interpret \| Titel Autor(en) \| Zusätzliche Informationen \| \| (Zeitraum, Wochen auf Platz eins, Interpret, Titel, Autor[en], zusätzliche Informationen) \| \| \| \| \| \| ----------------------------------------------------------------------------------------- \| -------- \| ----------------------------------- \| -------------------------------------------------------------------------------------------------------------------------------------------------------------------- \| ------------------------- \| \| 23. Oktober 1999 – 14. Januar 2000 12 Wochen (insgesamt 12) \| 12 \| Santana feat. Rob Thomas \| Smooth[1] Rob Thomas, Itaal Shur \| – \| \| 15. Januar 2000 – 28. Januar 2000 2 Wochen (insgesamt 2) \| 2 \| Christina Aguilera \| What a Girl Wants[2] Shelly Peiken, Guy Roche \| – \| \| 29. Januar 2000 – 18. Februar 2000 3 Wochen (insgesamt 4) \| 4 \| Savage Garden \| I Knew I Loved You[3] Daniel Jones, Darren Hayes \| – \| \| 19. Februar 2000 – 25. Februar 2000 1 Woche (insgesamt 1) \| 1 \| Mariah Carey feat. Joe & 98 Degrees \| Thank God I Found You[4] Mariah Carey, James Harris III, Terry Lewis \| – \| \| 26. Februar 2000 – 3. März 2000 1 Woche (insgesamt 4) \| 4 \| Savage Garden \| I Knew I Loved You Daniel Jones, Darren Hayes \| – \| \| 4. März 2000 – 17. März 2000 2 Wochen (insgesamt 2) \| 2 \| Lonestar \| Amazed[5] Marv Green, Chris Lindsey, Aimee Mayo \| – \| \| 18. März 2000 – 7. April 2000 3 Wochen (insgesamt 3) \| 3 \| Destiny’s Child \| Say My Name[6] Rodney Jerkins, Fred Jerkins III, LaShawn Daniels, Beyoncé Knowles, LeToya Luckett, Kelly Rowland, LaTavia Roberson \| – \| \| 8. April 2000 – 16. Juni 2000 10 Wochen (insgesamt 10) \| 10 \| Santana feat. The Product G&B \| Maria Maria[7] Raul Rekow, Jerry Duplessis, Wyclef Jean, David Mcrae, Marvin Moore-Hough, Carlos Santana, Karl Perazzo \| – \| \| 17. Juni 2000 – 23. Juni 2000 1 Woche (insgesamt 1) \| 1 \| Aaliyah \| Try Again[8] Stephen Garrett, Timothy Mosley \| – \| \| 24. Juni 2000 – 14. Juli 2000 3 Wochen (insgesamt 3) \| 3 \| Enrique Iglesias \| Be With You[9] Enrique Iglesias, Paul Barry, Mark Taylor \| – \| \| 15. Juli 2000 – 21. Juli 2000 1 Woche (insgesamt 1) \| 1 \| Vertical Horizon \| Everything You Want[10] Matthew Scannell \| – \| \| 22. Juli 2000 – 28. Juli 2000 1 Woche (insgesamt 1) \| 1 \| Matchbox 20 \| Bent[11] Rob Thomas \| – \| \| 29. Juli 2000 – 11. August 2000 2 Wochen (insgesamt 2) \| 2 \| *NSYNC \| It’s Gonna Be Me[12] Max Martin, Andreas Mikael Carlsson, Rami Yacoub \| – \| \| 12. August 2000 – 25. August 2000 2 Wochen (insgesamt 2) \| 2 \| Sisqó \| Incomplete[13] Montell Jordan, Anthony „Shep“ Crawford \| – \| \| 26. August 2000 – 15. September 2000 3 Wochen (insgesamt 3) \| 3 \| Janet Jackson \| Doesn’t Really Matter[14] Janet Jackson, James Harris III, Terry Lewis \| – \| \| 16. September 2000 – 13. Oktober 2000 4 Wochen (insgesamt 4) \| 4 \| Madonna \| Music[15] Madonna, Mirwais Ahmadzaï \| – \| \| 14. Oktober 2000 – 10. November 2000 4 Wochen (insgesamt 4) \| 4 \| Christina Aguilera \| Come On Over Baby (All I Want Is You)[16] Johan Aberg, Paul Rein, Christina Aguilera, Ron Fair, Chaka Blackmon, Raymond Cham, Eric Dawkins, Shelly Peiken, Guy Roche \| – \| \| 11. November 2000 – 17. November 2000 1 Woche (insgesamt 1) \| 1 \| Creed \| With Arms Wide Open[17] Scott Stapp, Mark Tremonti \| – \| \| 18. November 2000 – 2. Februar 2001 11 Wochen (insgesamt 11) \| 11 \| Destiny’s Child \| Independent Women Part I[18] Beyoncé Knowles, Cory Rooney, Samuel Barnes, Jean-Claude Olivier \| – \| |                                       |                                       | |                           |
| ← 1999 |                                       |                                       | | → 2001 →                  |
| Zeitraum | Wo. ges.                              | Interpret                             | Titel Autor(en) | Zusätzliche Informationen |
| (Zeitraum, Wochen auf Platz eins, Interpret, Titel, Autor[en], zusätzliche Informationen) |                                       |                                       | |                           |
| 23. Oktober 1999 – 14. Januar 2000 12 Wochen (insgesamt 12) | 12                                    | Santana feat. Rob Thomas              | Smooth Rob Thomas, Itaal Shur | –                         |
| 15. Januar 2000 – 28. Januar 2000 2 Wochen (insgesamt 2) | 2                                     | Christina Aguilera                    | What a Girl Wants Shelly Peiken, Guy Roche | –                         |
| 29. Januar 2000 – 18. Februar 2000 3 Wochen (insgesamt 4) | 4                                     | Savage Garden                         | I Knew I Loved You Daniel Jones, Darren Hayes | –                         |
| 19. Februar 2000 – 25. Februar 2000 1 Woche (insgesamt 1) | 1                                     | Mariah Carey feat. Joe & 98 Degrees   | Thank God I Found You Mariah Carey, James Harris III, Terry Lewis                                                                                                | –                         |
| 26. Februar 2000 – 3. März 2000 1 Woche (insgesamt 4) | 4                                     | Savage Garden                         | I Knew I Loved You Daniel Jones, Darren Hayes | –                         |
| 4. März 2000 – 17. März 2000 2 Wochen (insgesamt 2) | 2                                     | Lonestar                              | Amazed Marv Green, Chris Lindsey, Aimee Mayo | –                         |
| 18. März 2000 – 7. April 2000 3 Wochen (insgesamt 3) | 3                                     | Destiny’s Child                       | Say My Name Rodney Jerkins, Fred Jerkins III, LaShawn Daniels, Beyoncé Knowles, LeToya Luckett, Kelly Rowland, LaTavia Roberson                                  | –                         |
| 8. April 2000 – 16. Juni 2000 10 Wochen (insgesamt 10) | 10                                    | Santana feat. The Product G&B         | Maria Maria Raul Rekow, Jerry Duplessis, Wyclef Jean, David Mcrae, Marvin Moore-Hough, Carlos Santana, Karl Perazzo                                              | –                         |
| 17. Juni 2000 – 23. Juni 2000 1 Woche (insgesamt 1) | 1                                     | Aaliyah                               | Try Again Stephen Garrett, Timothy Mosley | –                         |
| 24. Juni 2000 – 14. Juli 2000 3 Wochen (insgesamt 3) | 3                                     | Enrique Iglesias                      | Be With You Enrique Iglesias, Paul Barry, Mark Taylor | –                         |
| 15. Juli 2000 – 21. Juli 2000 1 Woche (insgesamt 1) | 1                                     | Vertical Horizon                      | Everything You Want Matthew Scannell | –                         |
| 22. Juli 2000 – 28. Juli 2000 1 Woche (insgesamt 1) | 1                                     | Matchbox 20                           | Bent Rob Thomas | –                         |
| 29. Juli 2000 – 11. August 2000 2 Wochen (insgesamt 2) | 2                                     | *NSYNC                                | It’s Gonna Be Me Max Martin, Andreas Mikael Carlsson, Rami Yacoub                                                                                                | –                         |
| 12. August 2000 – 25. August 2000 2 Wochen (insgesamt 2) | 2                                     | Sisqó                                 | Incomplete Montell Jordan, Anthony „Shep“ Crawford | –                         |
| 26. August 2000 – 15. September 2000 3 Wochen (insgesamt 3) | 3                                     | Janet Jackson                         | Doesn’t Really Matter Janet Jackson, James Harris III, Terry Lewis                                                                                               | –                         |
| 16. September 2000 – 13. Oktober 2000 4 Wochen (insgesamt 4) | 4                                     | Madonna                               | Music Madonna, Mirwais Ahmadzaï | –                         |
| 14. Oktober 2000 – 10. November 2000 4 Wochen (insgesamt 4) | 4                                     | Christina Aguilera                    | Come On Over Baby (All I Want Is You) Johan Aberg, Paul Rein, Christina Aguilera, Ron Fair, Chaka Blackmon, Raymond Cham, Eric Dawkins, Shelly Peiken, Guy Roche | –                         |
| 11. November 2000 – 17. November 2000 1 Woche (insgesamt 1) | 1                                     | Creed                                 | With Arms Wide Open Scott Stapp, Mark Tremonti | –                         |
| 18. November 2000 – 2. Februar 2001 11 Wochen (insgesamt 11) | 11                                    | Destiny’s Child                       | Independent Women Part I Beyoncé Knowles, Cory Rooney, Samuel Barnes, Jean-Claude Olivier                                                                        | –                         |

## Alben
| ← 1999 ← | Liste der Nummer-eins-Alben in den USA | Liste der Nummer-eins-Alben in den USA | Liste der Nummer-eins-Alben in den USA            | 2001 →                    |
| \| Zeitraum \| Wo. ges. \| Interpret \| Titel \| Zusätzliche Informationen \| \| (Zeitraum, Wochen auf Platz eins, Interpret, Titel, zusätzliche Informationen) \| \| \| \| \| \| ------------------------------------------------------------------------------ \| -------- \| --------------- \| ----------------------------------------------------- \| ------------------------- \| \| 1. Januar 2000 – 7. Januar 2000 1 Woche (insgesamt 3) \| 3 \| Céline Dion \| All the Way… a Decade of Song[19] \| – \| \| 8. Januar 2000 – 14. Januar 2000 1 Woche (insgesamt 1) \| 1 \| DMX \| … And Then There Was X[20] \| – \| \| 15. Januar 2000 – 21. Januar 2000 1 Woche (insgesamt 1) \| 1 \| Jay-Z \| Vol. 3… Life and Times of S. Carter[21] \| – \| \| 22. Januar 2000 – 11. Februar 2000 3 Wochen (insgesamt 12) \| 12 \| Santana \| Supernatural[22] \| – \| \| 12. Februar 2000 – 25. Februar 2000 2 Wochen (insgesamt 2) \| 2 \| D’Angelo \| Voodoo[23] \| – \| \| 26. Februar 2000 – 7. April 2000 6 Wochen (insgesamt 12) \| 12 \| Santana \| Supernatural \| – \| \| 8. April 2000 – 2. Juni 2000 8 Wochen (insgesamt 8) \| 8 \| *NSYNC \| No Strings Attached[24] \| – \| \| 3. Juni 2000 – 9. Juni 2000 1 Woche (insgesamt 1) \| 1 \| Britney Spears \| Oops!… I Did It Again[25] \| – \| \| 10. Juni 2000 – 4. August 2000 8 Wochen (insgesamt 8) \| 8 \| Eminem \| The Marshall Mathers LP[26] \| – \| \| 5. August 2000 – 25. August 2000 3 Wochen (insgesamt 3) \| 3 \| Various Artists \| Now That’s What I Call Music! 4[27] \| – \| \| 26. August 2000 – 29. September 2000 5 Wochen (insgesamt 5) \| 5 \| Nelly \| Country Grammar[28] \| – \| \| 30. September 2000 – 6. Oktober 2000 1 Woche (insgesamt 1) \| 1 \| LL Cool J \| G.O.A.T.[29] \| – \| \| 7. Oktober 2000 – 13. Oktober 2000 1 Woche (insgesamt 1) \| 1 \| Madonna \| Music[30] \| – \| \| 14. Oktober 2000 – 20. Oktober 2000 1 Woche (insgesamt 1) \| 1 \| Mystikal \| Let’s Get Ready[31] \| – \| \| 21. Oktober 2000 – 27. Oktober 2000 1 Woche (insgesamt 1) \| 1 \| Radiohead \| Kid A[32] \| – \| \| 28. Oktober 2000 – 3. November 2000 1 Woche (insgesamt 1) \| 1 \| Ja Rule \| Rule 3:36[33] \| – \| \| 4. November 2000 – 17. November 2000 2 Wochen (insgesamt 2) \| 2 \| Limp Bizkit \| Chocolate Starfish and the Hot Dog Flavored Water[34] \| – \| \| 18. November 2000 – 24. November 2000 1 Woche (insgesamt 1) \| 1 \| Jay-Z \| The Dynasty: Roc La Familia[35] \| – \| \| 25. November 2000 – 1. Dezember 2000 1 Woche (insgesamt 1) \| 1 \| R. Kelly \| TP-2.com[36] \| – \| \| 2. Dezember 2000 – 8. Dezember 2000 1 Woche (insgesamt 1) \| 1 \| The Beatles \| 1[37] \| – \| \| 9. Dezember 2000 – 22. Dezember 2000 2 Wochen (insgesamt 2) \| 2 \| Backstreet Boys \| Black & Blue[38] \| – \| \| 23. Dezember 2000 – 29. Dezember 2000 1 Woche (insgesamt 2) \| 2 \| The Beatles \| 1 \| – \| |                                        |                                        |                                                   |                           |
| ← 1999 |                                        |                                        |                                                   | → 2001 →                  |
| Zeitraum | Wo. ges.                               | Interpret                              | Titel                                             | Zusätzliche Informationen |
| (Zeitraum, Wochen auf Platz eins, Interpret, Titel, zusätzliche Informationen) |                                        |                                        |                                                   |                           |
| 1. Januar 2000 – 7. Januar 2000 1 Woche (insgesamt 3) | 3                                      | Céline Dion                            | All the Way… a Decade of Song                     | –                         |
| 8. Januar 2000 – 14. Januar 2000 1 Woche (insgesamt 1) | 1                                      | DMX                                    | … And Then There Was X                            | –                         |
| 15. Januar 2000 – 21. Januar 2000 1 Woche (insgesamt 1) | 1                                      | Jay-Z                                  | Vol. 3… Life and Times of S. Carter               | –                         |
| 22. Januar 2000 – 11. Februar 2000 3 Wochen (insgesamt 12) | 12                                     | Santana                                | Supernatural                                      | –                         |
| 12. Februar 2000 – 25. Februar 2000 2 Wochen (insgesamt 2) | 2                                      | D’Angelo                               | Voodoo                                            | –                         |
| 26. Februar 2000 – 7. April 2000 6 Wochen (insgesamt 12) | 12                                     | Santana                                | Supernatural                                      | –                         |
| 8. April 2000 – 2. Juni 2000 8 Wochen (insgesamt 8) | 8                                      | *NSYNC                                 | No Strings Attached                               | –                         |
| 3. Juni 2000 – 9. Juni 2000 1 Woche (insgesamt 1) | 1                                      | Britney Spears                         | Oops!… I Did It Again                             | –                         |
| 10. Juni 2000 – 4. August 2000 8 Wochen (insgesamt 8) | 8                                      | Eminem                                 | The Marshall Mathers LP                           | –                         |
| 5. August 2000 – 25. August 2000 3 Wochen (insgesamt 3) | 3                                      | Various Artists                        | Now That’s What I Call Music! 4                   | –                         |
| 26. August 2000 – 29. September 2000 5 Wochen (insgesamt 5) | 5                                      | Nelly                                  | Country Grammar                                   | –                         |
| 30. September 2000 – 6. Oktober 2000 1 Woche (insgesamt 1) | 1                                      | LL Cool J                              | G.O.A.T.                                          | –                         |
| 7. Oktober 2000 – 13. Oktober 2000 1 Woche (insgesamt 1) | 1                                      | Madonna                                | Music                                             | –                         |
| 14. Oktober 2000 – 20. Oktober 2000 1 Woche (insgesamt 1) | 1                                      | Mystikal                               | Let’s Get Ready                                   | –                         |
| 21. Oktober 2000 – 27. Oktober 2000 1 Woche (insgesamt 1) | 1                                      | Radiohead                              | Kid A                                             | –                         |
| 28. Oktober 2000 – 3. November 2000 1 Woche (insgesamt 1) | 1                                      | Ja Rule                                | Rule 3:36                                         | –                         |
| 4. November 2000 – 17. November 2000 2 Wochen (insgesamt 2) | 2                                      | Limp Bizkit                            | Chocolate Starfish and the Hot Dog Flavored Water | –                         |
| 18. November 2000 – 24. November 2000 1 Woche (insgesamt 1) | 1                                      | Jay-Z                                  | The Dynasty: Roc La Familia                       | –                         |
| 25. November 2000 – 1. Dezember 2000 1 Woche (insgesamt 1) | 1                                      | R. Kelly                               | TP-2.com                                          | –                         |
| 2. Dezember 2000 – 8. Dezember 2000 1 Woche (insgesamt 1) | 1                                      | The Beatles                            | 1                                                 | –                         |
| 9. Dezember 2000 – 22. Dezember 2000 2 Wochen (insgesamt 2) | 2                                      | Backstreet Boys                        | Black & Blue                                      | –                         |
| 23. Dezember 2000 – 29. Dezember 2000 1 Woche (insgesamt 2) | 2                                      | The Beatles                            | 1                                                 | –                         |

## Jahreshitparaden
| ← 1999 ← | Liste der Nummer-eins-Hits in den USA | Liste der Nummer-eins-Hits in den USA     | Liste der Nummer-eins-Hits in den USA | 2001 →   |
| \| Singles \| Position# \| Alben \| \| ------------------------------------------------------------------------------------------------------------------------------------------------- \| --------- \| ----------------------------------------- \| \| Breathe Faith Hill Stephanie Bentley, Holly Lamar \| 1 \| No Strings Attached N Sync \| \| Smooth Santana feat. Rob Thomas Rob Thomas, Itaal Shur \| 2 \| Supernatural Santana \| \| Maria Maria Santana feat. The Product G&B Raul Rekow, Jerry Duplessis, Wyclef Jean, David Mcrae, Marvin Moore-Hough, Carlos Santana, Karl Perazzo \| 3 \| The Marshall Mathers LP Eminem \| \| I Wanna Know Joe Joe, Joylon Skinner, Michele Williams \| 4 \| Oops!… I Did It Again Britney Spears \| \| Everything You Want Vertical Horizon Matthew Scannell \| 5 \| 2001 Dr. Dre \| \| Say My Name Destiny’s Child LaShawn Daniels, Rodney Jerkins, Fred Jerkins III, Beyoncé Knowles, LeToya Luckett, LaTavia Roberson, Kelly Rowland \| 6 \| Human Clay Creed \| \| I Knew I Loved You Savage Garden Daniel Jones, Darren Hayes \| 7 \| All the Way… A Decade of Song Celine Dion \| \| Amazed Lonestar Dido Armstrong, Paul Philip Herman \| 8 \| Christina Aguilera \| \| Bent Matchbox Twenty Rob Thomas \| 9 \| Millennium Backstreet Boys \| \| He Wasn’t Man Enough Toni Braxton Rodney Jerkins, Fred Jerkins III, LaShawn Daniels, Harvey Mason, Jr. \| 10 \| ...And Then There Was X DMX \| |                                       |                                           |                                       |          |
| ← 1999 |                                       |                                           |                                       | → 2001 → |
| Singles | Position#                             | Alben                                     |                                       |          |
| Breathe Faith Hill Stephanie Bentley, Holly Lamar | 1                                     | No Strings Attached N Sync                |                                       |          |
| Smooth Santana feat. Rob Thomas Rob Thomas, Itaal Shur | 2                                     | Supernatural Santana                      |                                       |          |
| Maria Maria Santana feat. The Product G&B Raul Rekow, Jerry Duplessis, Wyclef Jean, David Mcrae, Marvin Moore-Hough, Carlos Santana, Karl Perazzo | 3                                     | The Marshall Mathers LP Eminem            |                                       |          |
| I Wanna Know Joe Joe, Joylon Skinner, Michele Williams | 4                                     | Oops!… I Did It Again Britney Spears      |                                       |          |
| Everything You Want Vertical Horizon Matthew Scannell | 5                                     | 2001 Dr. Dre                              |                                       |          |
| Say My Name Destiny’s Child LaShawn Daniels, Rodney Jerkins, Fred Jerkins III, Beyoncé Knowles, LeToya Luckett, LaTavia Roberson, Kelly Rowland | 6                                     | Human Clay Creed                          |                                       |          |
| I Knew I Loved You Savage Garden Daniel Jones, Darren Hayes | 7                                     | All the Way… A Decade of Song Celine Dion |                                       |          |
| Amazed Lonestar Dido Armstrong, Paul Philip Herman | 8                                     | Christina Aguilera                        |                                       |          |
| Bent Matchbox Twenty Rob Thomas | 9                                     | Millennium Backstreet Boys                |                                       |          |
| He Wasn’t Man Enough Toni Braxton Rodney Jerkins, Fred Jerkins III, LaShawn Daniels, Harvey Mason, Jr. | 10                                    | ...And Then There Was X DMX               |                                       |          |